# Радение

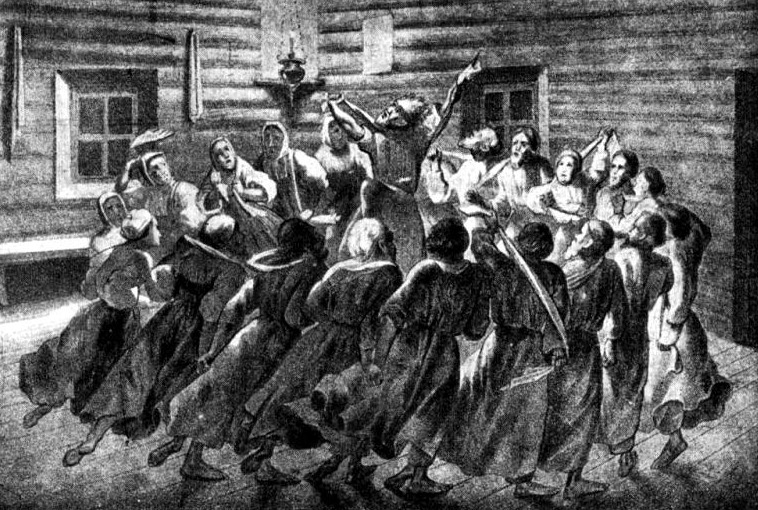
Радение хлыстов

Раде́ние — форма коллективного богослужения у некоторых направлений духовных христиан (хлысты, скопцы, молокане-прыгуны, шалопуты, Распутинские радения и др.), характеризующаяся исполнением эмоциональных песнопений и ритуальных танцев, как правило, связанных с круговым движением, с целью приведения участников в экстатическое состояние.
Помимо применения в отношении упомянутых христианских течений, термин «радение» используется в религиоведческой литературе применительно к близким по содержанию ритуалам в других религиозных конфессиях, в частности, к ритуалу сама в суфизме.

## Происхождение
Ясного представления о происхождении традиции проведения и техники радений на данный момент нет. Существует ряд гипотез:
- языческое влияние (славянское и финно-угорское)[3][4][5];
- восточное влияние (суфийское и тантрическое)[6][7];
- интерпретация текстов Библии: царь Давид пляшет и скачет перед Ковчегом Завета (2 Цар. 6:16), исцеленный апостолами хромой «вошел с ними в храм, ходя и скача, и хваля Бога» (Деян. 3:8), апостол Павел призывает молиться, воздев руки (1Тим. 2:8), он же говорит, что незнающие и неверующие, войдя на собрание верующих, могут посчитать, что они беснуются (1Кор. 14:23);
- интерпретация творений православных святых: св. Григорий Богослов призывает скакать, как царь Давид («Слово 38»)[8], св. Амвросий Медиоланский ставит в пример пляску царя Давида («О покаянии две книги»)[9], св. Исаак Сирин пишет, что в молитве следует утруждать тело («Слова подвижнические. Слово 11»)[10];
- интерпретация православных литургических текстов: в Пасхальном каноне св. Иоанна Дамаскина радость от воскресения Христа уподобляется радости, с какой скакал царь Давид перед Ковчегом Завета[11];
- возрождение раннехристианской традиции прославления Бога[12] и свв. мучеников[13] в танце;
- развитие традиции русских православных монахов-аскетов, которые, по свидетельству П. И. Мельникова-Печерского, изнуряли себя не только постом, ношением вериг и земными поклонами, но также различными телодвижениями, в том числе прыжками[14];
- развитие традиции русских юродивых, которые часто скакали и вертелись[14];
- подражание танцу ангелов вокруг Престола Божьего[15][16] (ср. Херувимская песнь).

## Формы проведения
Как правило, радения организовывались в ночь накануне некоторых праздников православной церкви, а также дат, отмечаемых сторонниками соответствующего религиозного направления (у скопцов — день наказания К. Селиванова 15 сентября, у хлыстов — знаменательные дни из жизни их основателей И. Суслова и Д. Филиппова). Собрания организовывались в особых помещениях, именовавшихся «Сионскою горницей», «Иерусалимом», «домом Давидовым». В ходе радения зачитывались отрывки из Библии и святоотеческой литературы, сказания из жизни основателей духовного христианства, исполнялись православные песнопения и сочиненные самими духовными христианами «распевцы» и «стихи», совершались моления перед иконами. Участники одевались в специальную богослужебную одежду, включавшую в себя длинную белую рубаху и совершали особые ритуальные действия, выражавшиеся в синхронном передвижении по помещению.
У хлыстов и скопцов выделяются не менее восьми способов радений:
- «в одиночку»: несколько человек выходили на середину и под такт скороговорчатых «распевцев» кружились на одном месте с ускорением;
- «в схватку»: двое (обычно мужчина и женщина) обнимаются и начинают кружиться по всему пространству комнаты;
- «стеночкой»: радеющие становились в круг плечом к плечу и ходили «посолонь» (то есть по солнцу, слева направо), припрыгивая;
- «корабликом»: радеющие становились в круг один позади другого и ходили гуськом друг за другом, сильно припрыгивая;
- «круговое»: проводилось аналогично «одиночному», с той разницей, что в нем принимали участие все собравшиеся, выстроившись двумя кругами: круг мужчин кружился направо, а круг женщин налево;
- «в расходку» («крестиком», «Петров крест»): 4-8 человек становились по одному или по два в каждый угол и затем быстрым шагом, припрыгивая, крестообразно менялись местами;
- «ткать цветы и ленточки» («экосеза»): три человека становятся напротив других трех и перебегают между друг другом с одной стороны на другую;
- «уголышком»: в каждом углу комнаты становятся по одному, по два, по три человека и более; перебегают из одного угла в другой, немного постоят, потрясутся и бегут обратно.

### Телеши
Согласно ряду утверждений, представители одной из разновидностей хлыстовства, телеши (от «телешиться» — раздеваться), проводили радения обнажёнными.

## Схожие ритуалы у других конфессий
|  |

## Схожие ритуалы у других религий
|  |  |  |  |  |

## В политике
«Почему мы сейчас должны пойти и взять на вооружение джазовскую музыку? Скажут, что это новшество. А как тогда называется этот танец?.. Свист или вист? Твист? Ну а что это?!! Говорят, есть секта — трясуны. Да-да, есть такая. Трясуны!!! Я знаю это по произведениям чекистов. Они этим занимаются. Я их (трясунов) не видел, но они (чекисты) мне докладывали, что это за секция… Говорят, там так танцуют!!! То есть до исступления, понимаете ли. Потом падают, понимаете ли. И это танец?!!».— Н. С. Хрущёв. Выступление на встрече с интеллигенцией в Доме приёмов ЦК КПСС 17 декабря 1962 года.